# Ferrari-Abarth 166 MM/53
Chronologie des modèles
La Ferrari-Abarth 166 MM/53, également appelée Smontabile Spider, est une voiture de compétition conçue en 1953 par Carlo Abarth pour le pilote Giulio Musitelli. Sa carrosserie a été dessinée par Franco Scaglione. Il s'agit d'une reconfiguration de la Ferrari 166 MM pour le pilote, et du seul exemplaire de Ferrari modifié par Abarth.

## Histoire

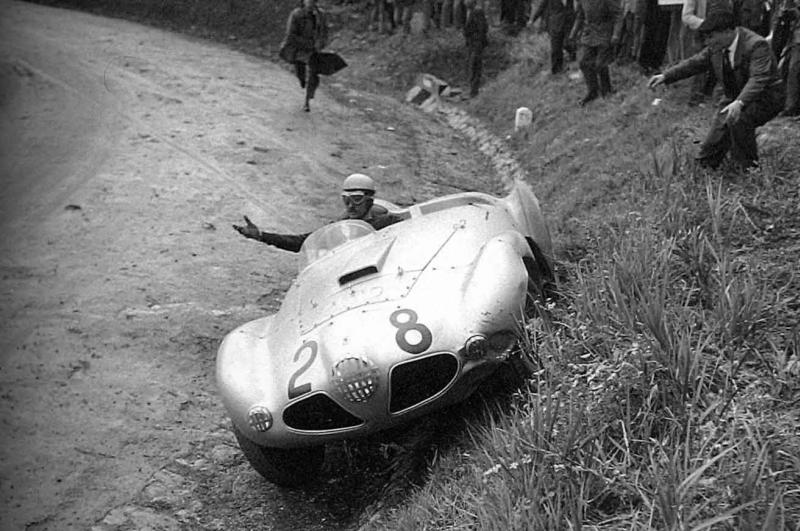
Giulio Musitelli lors de la Targa Florio 1953 au volant de la Ferrari-Abarth 166 MM/53.

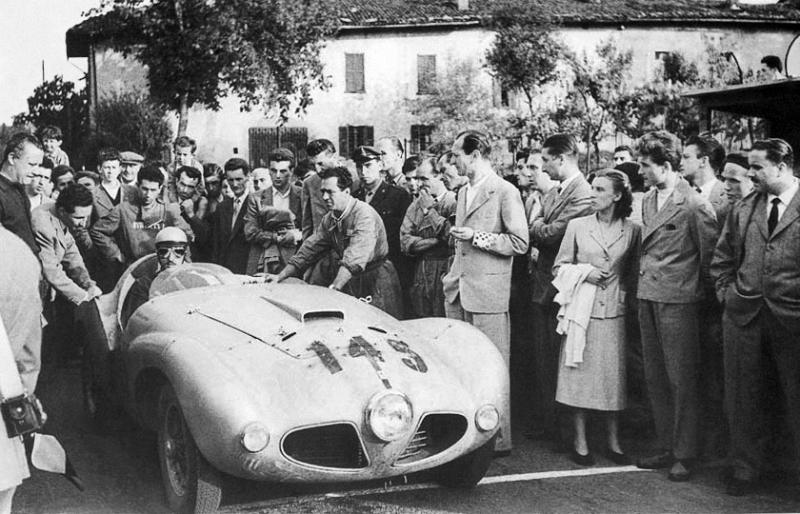
Ferrari-Abarth 166 MM/53 à la course de côte de Varese-Campo dei Fiori 1953, pilotée par Musitelli.

Terminée le 14 mars 1953, la voiture est une révision de la Ferrari 166 MM châssis numéro 0262M de Giulio Musitelli. Sa première course remonte au 14 mai 1953 : engagée sous le numéro 28 par la Scuderia Guastalla à la XXXVII Targa Florio, elle est conduite par Giulio Musitelli et termine 21e sur 45 partants et 22 arrivants.
Le 26 juillet de la même année, elle participe aux 10 Heures de Messine, une course de nuit, où elle est pilotée par Eugenio Castellotti et Musitelli, remportant la victoire — le meilleur résultat de la carrière de Musitelli,.
Le 3 janvier 1954, lors du XIII Grande Prêmio da Cidade de Rio de Janeiro, la voiture pilotée par Musitelli obtient la deuxième place.
La dernière course disputée avec la carrosserie Abarth est la XXI Mille Miglia du 2 mai 1954, sous le numéro 608, course que la voiture n'achève pas.
Après cet événement, probablement en raison du manque de pièces de rechange, la carrosserie est remplacée par une réalisée par Carrozzeria Scaglietti. En 1955, la voiture est exportée aux États-Unis par Luigi Chinetti et vendue à Gary Laughlin, qui participe aux préliminaires de Palm Springs le 3 décembre 1955, terminant quatrième.
La voiture est ensuite vendue en 1956 à Lorin McMullen, qui l’engage dans six autres courses.
Revendue en 1979, la Ferrari reçoit dans les années 2000 une reconstruction de la carrosserie Abarth d'origine. Elle est vendue aux enchères en 2007 par RM Auctions (aujourd'hui RM Sotheby's) pour 850 000 dollars et est désormais exposée,.